# Sumber Jaya (Buay Pematang Ribu Ranau Tengah)
Sumber Jaya is een bestuurslaag in het regentschap Ogan Komering Ulu Selatan van de provincie Zuid-Sumatra, Indonesië. Sumber Jaya telt 1847 inwoners (volkstelling 2010).